# Daniel Adair

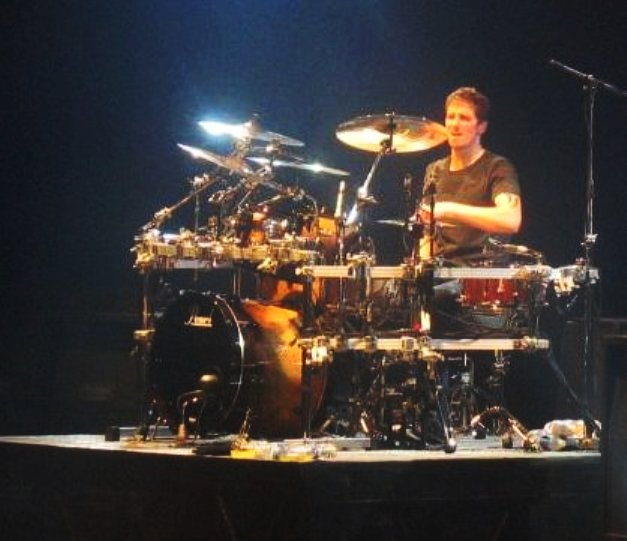
Daniel Adair, 2007

Daniel Patrick Adair (* 19. Februar 1975 in Kanada) ist ein kanadischer Schlagzeuger. Er ersetzte 2005 Ryan Vikedal in der Rockband Nickelback, wo er auch einer der Hintergrundsänger ist.
Davor spielte Adair in der Band 3 Doors Down, der er als Ersatz für sich selbst Greg Upchurch organisierte, den Schlagzeuger von Puddle of Mudd. All the Right Reasons war das erste Album, das er mit Nickelback aufnahm.

## Leben
Daniel Adair wurde am 19. Februar 1975 in Toronto geboren und brachte sich mit 13 Jahren selbst bei, Schlagzeug zu spielen. Später bekam er eine Stelle in einem Musikgeschäft und begann mit vielen verschiedene Bands aufzutreten und Schlagzeugunterricht zu geben. Außerdem arbeitet er zusammen mit Dave Martone an einem Projekt namens Martone. Zwischen 2002 und 2004 spielte er als Studio- und Tourdrummer in der Band 3 Doors Down.  Seit 2005 ist er Schlagzeuger und Hintergrundsänger von Nickelback und hat bereits fünf Alben mit ihnen veröffentlicht.
2007 heiratete Adair seine Frau Brittany, mit der er einen Sohn und eine Tochter, hat.

## Diskografie

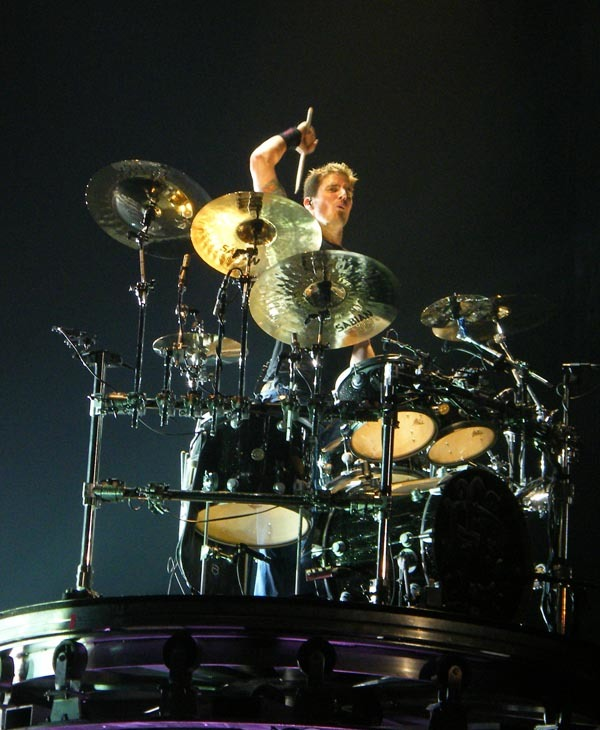
Daniel Adair, 2011

Alben/Songs auf denen er mitgespielt hat:

### Alben
3 Doors Down:
Another 700 Miles
Seventeen Days
Away From The Sun (Live-DVD)
Martone:
Shut Up n' Listen
Zone
A Demon's Dream
Martone (Live-DVD)
Nickelback:
All the Right Reasons
Dark Horse
Here and Now
No Fixed Address
Feed the Machine

### Songs
Theory of a Deadman:
Santa Monica

## Equipment
Daniel Adair spielt ein DW Schlagzeug der Serien VLT und X im Maple Black Ice Finish mit Satin Hardware.

### Trommeln
- 10" × 8" VLT Tom Tom
- 12" × 9" VLT Tom Tom
- 16" × 14" X Floor Tom
- 22" × 18" X Bass Drum
- 14" × 6" Edge Snare Drum
- 12" × 5" Edge Snare Drum

### Becken
- Sabian 14" HHX Groove Hats
- Sabian 18" HHXplosion Crash
- Sabian 18" AAXplosion Crash
- Sabian 10" Evolution Splash
- Sabian 21" HHX Groove Ride
- Sabian 19" Paragon Chinese
- Sabian 18" HHX O-Zone Crash

### Felle
- Remo Clear Emperors (Toms, oben)
- Remo Clear Ambassadors (Toms, unten)
- Remo Clear Coated CS Dot (Snare, Schlagfell)
- Remo Powerstroke 3 Clear (Bass Drum, Schlagfell)
- Remo Powerstroke Ebony (Bass Drum, Resonanzfell)